# Negroroncus jeanneli
Espèce
Negroroncus jeanneli est une espèce de pseudoscorpions de la famille des Ideoroncidae.

## Distribution
Cette espèce est endémique de Tanzanie. Elle se rencontre à Kulumuzi dans la grotte Kulumuzi Cave.

## Étymologie
Cette espèce est nommée en l'honneur de René Jeannel.

## Publication originale
- Vachon, 1958 : Sur deux Pseudoscorpions nouveaux des cavernes de l'Afrique équatoriale [Ideoroncidae]. Notes Biospéologiques, vol. 13, p. 57-66.